# Macroclinium dentiferum
Macroclinium dentiferum är en orkidéart som beskrevs av Thiv. Macroclinium dentiferum ingår i släktet Macroclinium och familjen orkidéer.
Artens utbredningsområde är Colombia. Inga underarter finns listade i Catalogue of Life.